# 谷嵐市藏
谷嵐 市藏（たにあらし いちぞう、文化11年（1814年） - 慶應元年（1865年）10月3日）は、豊前国下毛郡（現在の大分県中津市）出身で浦風部屋に所属した大相撲力士。最高位は東前頭4枚目。

## 略歴
- 1835年（天保6年）10月 浦風部屋（師匠:稲出川市右エ門）から初土俵を踏む。
- 1848年（嘉永4年）11月 新十両。
- 1853年（嘉永6年）2月 新入幕。
- 1857年（安政4年）11月 年寄熊ヶ谷を現役のまま襲名。
- 1858年（安政5年）正月 名跡を熊ヶ谷から浦風に変更。引退。
- 1865年（慶應元年）10月3日 死去。

## 主な成績
- 幕内戦績:18勝28敗5分1預38休（10場所）

## 四股名変遷
- 白石 ? 1835年10月場所 - ?
- 谷嵐 市藏（たにあらし いちぞう）? - 1857年正月場所
- 熊ヶ谷 弥三郎（くまがたに やさぶろう）1957年11月場所
- 浦風 林右エ門（うらかぜ りんえもん）1858年正月場所（年寄としては1865年10月）